# Río Jeinemeni
Río Jeinemeni är ett vattendrag i Chile. Det ligger i den södra delen av landet, 1 500 km söder om huvudstaden Santiago de Chile. Río Jeinemeni ligger vid sjön Lago Buenos Aires.
Trakten runt Río Jeinemeni är nära nog obefolkad, med mindre än två invånare per kvadratkilometer.